# Російська колія

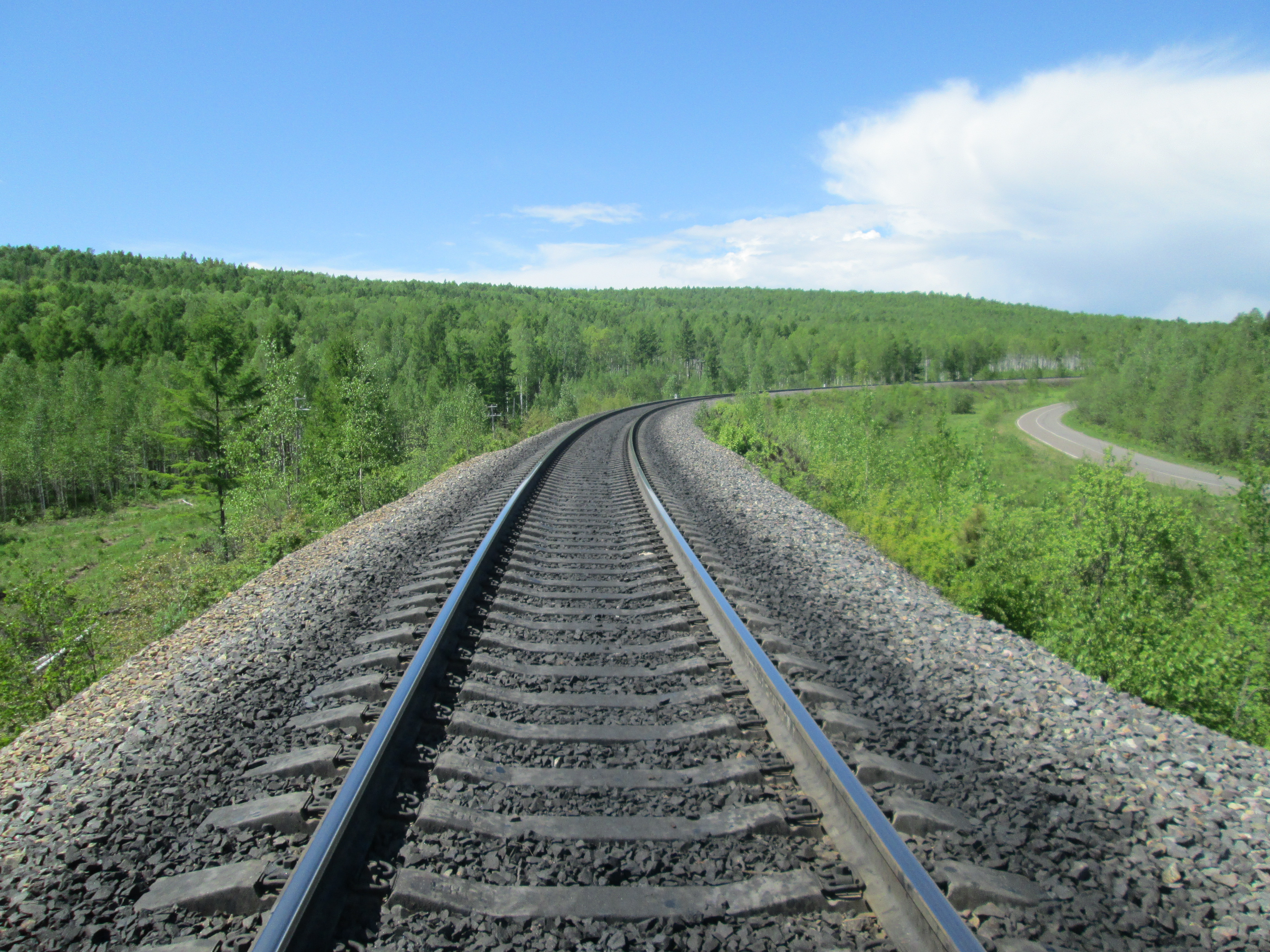
Російська колія шириною 1520 мм

Росíйська кóлія — колія у залізничній термінології, ширина якої становить — 1520—1524 мм. У вузькому сенсі має значення офіційно затвердженої ширини колії Російських залізниць — 1520 мм.
Ширина залізничної колії 5 футів (1524 мм) вперше з'явилась у Сполученому Королівстві та США.
Нині ширина колії 1524 мм також поширена серед трамвайних систем. Також ширина колії (1520 мм) використовується в усіх метрополітенах колишнього СРСР. 
Загальна довжина колії цієї ширини на теренах країн колишнього СРСР, у Монголії, Фінляндії і частково Афганістані — 225 000 км. Це другий за поширеністю тип колії у світі, після європейської.

## Історія

### У Великій Британії
У 1748 році була збудована  «Wylam waggonway» із шириною 5 футів на півночі Англії.
У 1839 році збудована «Eastern Counties Railway», у 1840 році збудована «Northern and Eastern Railway». У 1844 році обидві залізниці конвертовано на ширину 1435 мм.

### У Сполучених Штатах Америки

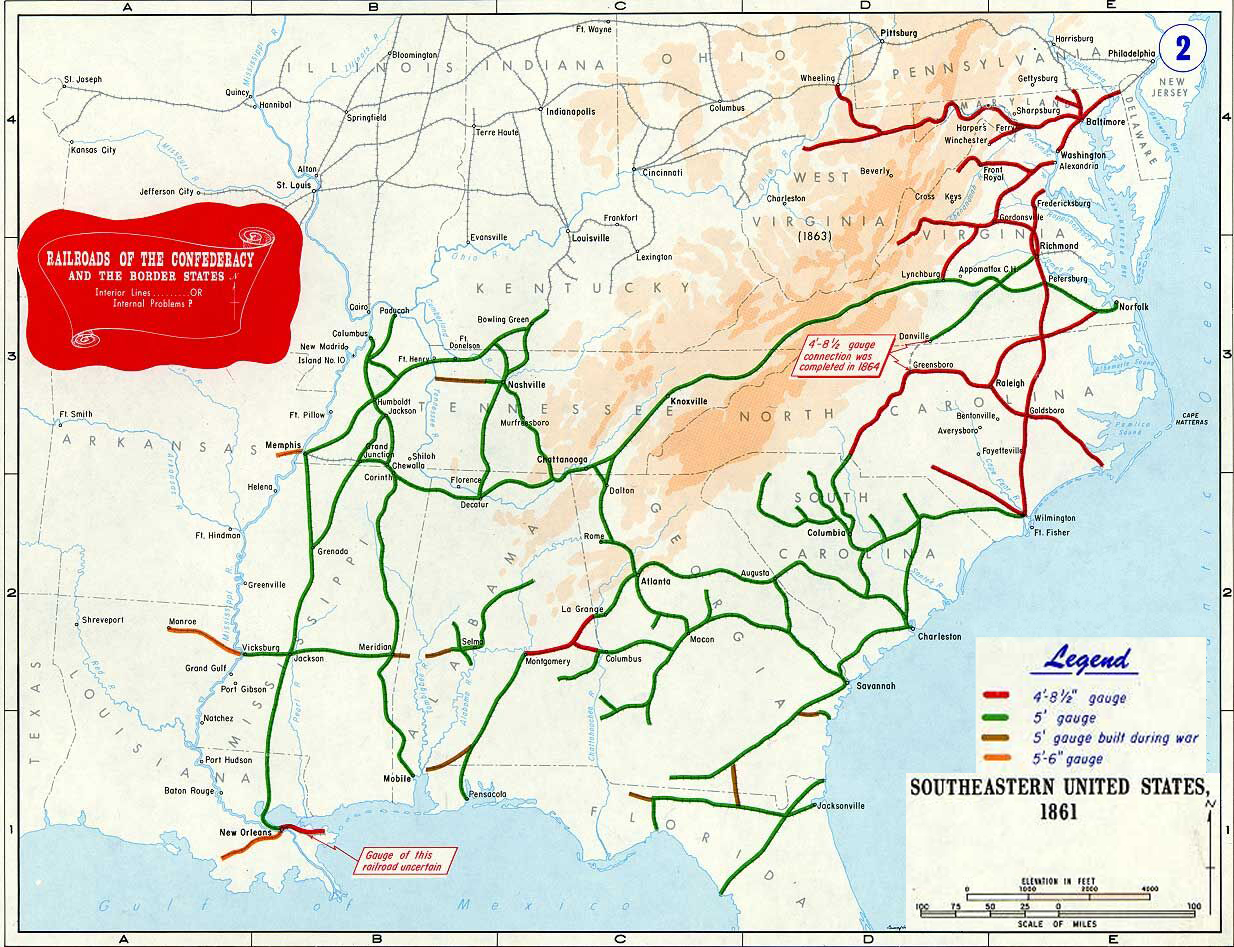
5-ти футові колії в США, (1861)

У південних штатах набула поширення в першій половині XIX століття. Вважається, що наявність декількох типів колій було однією з головних перешкод для Конфедерації під час Громадянської війни. У 1886 році в США було приблизно 18 500 км залізниць цього типу, згодом майже всі вони конвертовані до стандартної ширини.

### У Російській імперії
12 вересня 1842 року ширину колії 1524 мм (5 футів) у Російській імперії затверджена як новий стандарт. Конкурсом на вибір стандарту колії керував полковник Павло Мельников (1804—1880). Вважається, що таке поєднання аргументів було враховано:
- легке будівництво локомотивів;
- найбільша стабільність[4];
- ця ширина колії розглядалась як провідна на теренах США;
- ширша колія легша у будівництві з використанням кінних підвід і технічному обслуговуванні;
- оборонні міркування[4].

У XIX столітті Російська імперія обрала ширину колії ширше за стандартну. Існує широко поширена думка, що вибір було зроблено з військових причин, аби не допустити використання власної колії військами супротивника. Критики такої думки вказують, що станом на 1842 рік не існувало чіткого стандарту колії.
Інженер Павло Мельников найняв Джорджа Вашингтона Вістлера, відомого американського залізничного інженера, який консультував будівництво першої великої залізниці Санкт-Петербург — Москва. Було прийнято ширину колії, поширену на півдні США 1524 мм (5 футів). Сучасний стандарт колії відрізняється від початкового на теренах колишнього СРСР і Монголії — 1520 мм (4 фути 11 ⅞ дюйма), на 4 мм (5/32 дюйма) менше, ніж 1524 мм (5 футів), хоча на практиці рухомий склад обох колій взаємозамінний.

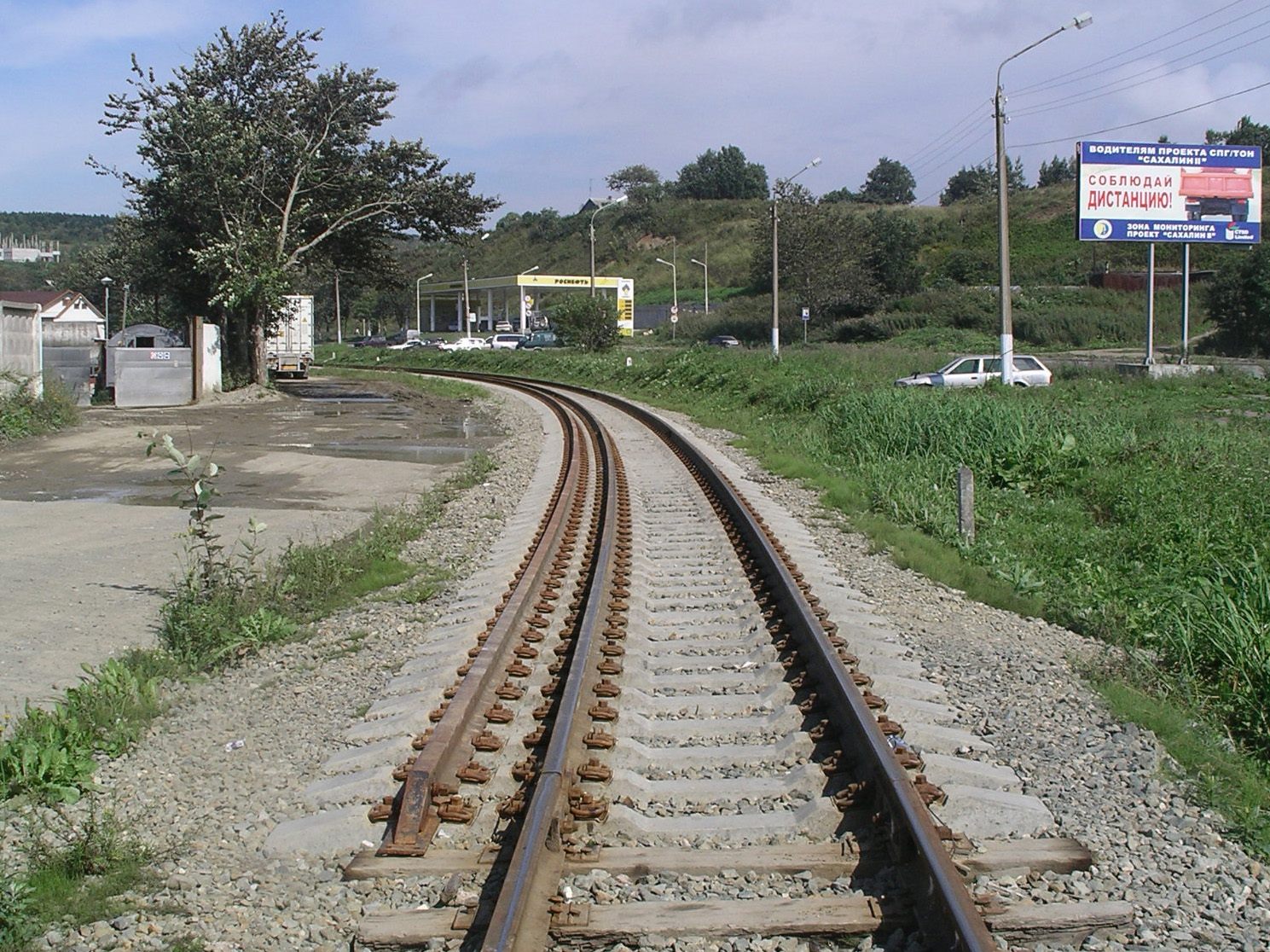
Сахалінська область, перешивка Капської колії на колію 1520 мм

Винятком є Сахалінська залізниця (нині — Сахалінський відділок Далекосхідної залізниці) РФ), мала колію 1067 мм (3 фути 6 дюймів), як спадок від Японії.
У 2004 році було почато перешивання колії на 1520 мм. Станом на 2019 рік перешивання в цілому було завершено, за винятком однієї місцевої дільниці.

## Зміна ширини колії

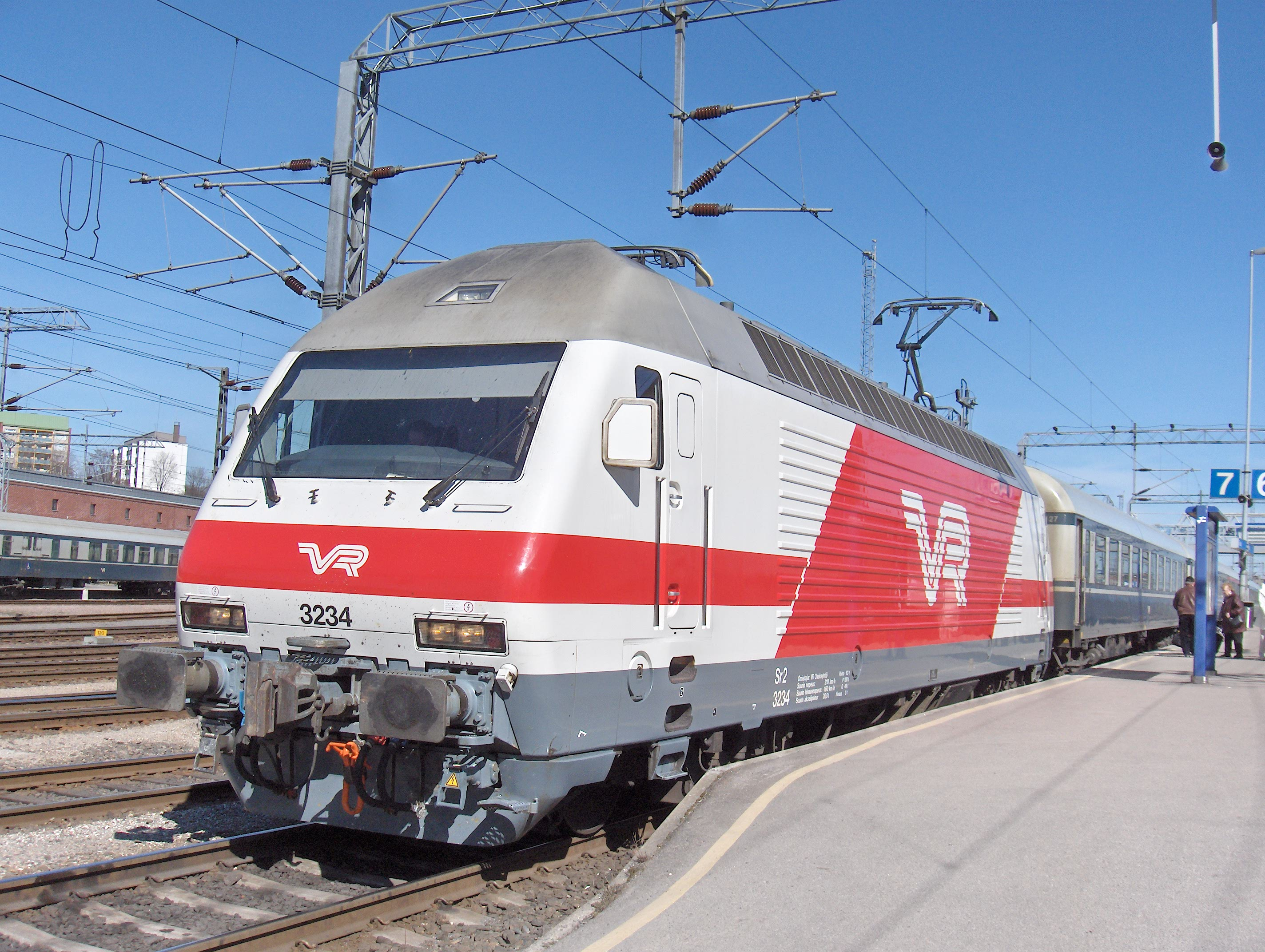
Фінляндія. Електровоз Sr2 компанії VR на колії 1524 мм

З травня 1970 року залізниці СРСР почали зміну колії з 1524 мм на 1520 мм.
Фінські Державні залізниці зберегли дореволюційну ширину колії — 1524 мм.
Естонія після здобуття незалежності повернулася на колію 1524 мм.

## Допуски
Різниця ширини колії 1519—1525 мм є некритичною, що дозволяє без переобладнання рухомого складу вільно її використовувати в країнах з російською колією.

## За межами Російської імперії
Панамська залізниця первісно також мала колію 5 футів (1524 мм). У 2000 році, коли залізницю було відновлено, ширину колії було змінено на 1435 мм (4 фута 8½ дюйма), задля використання стандартного обладнання. Початково була затверджена ширина колії у південних штатах США.
Китайсько-Східна залізниця при спорудженні мала колію 1524 мм. У 1952 році, після передачі залізниці у власність Китаю, колію перешито на стандартну.

## Прикордонні дільниці з Україною
Європейські країни, що межують з областями на заході України мають залізничні дільниці із широкою колією (1520 мм).
У Словаччині є 88-кілометрова лінія Ужгород — Ганиська при Кошицях (ŠRT), яка використовується лише для вантажного руху, переважно здійснюється перевезення залізної руди для Східнословацького металургійного заводу U. S. Steel Košice. Побудована у 1964—1966 роках, електрифікована у 1970-х роках. Існують плани продовження цієї ширококолійної залізниці до Відня.
У Польщі Металургійна ширококолійна лінія (LHS) є одноколійною ділянкою завдовжки 394,65 км, яка сполучається з  Укрзалізницею (станція Володимир Львівської залізниці, Волинська область) з металургійним комбінатом «Гута Катовіце» (м. Славкув). Лінія побудована у 1970-х роках для постачання залізної руди до Польщі, а також вугілля та сірки до країн колишнього СРСР.
В Угорщині 35-кілометрова ширококолійна вантажна дільниця Загонь — Еперєшке використовується Угорськими державними залізницями. Дільниця сполучається з українською станцією Батьово Львівської залізниці (Закарпатська область).
У Румунії 40-кілометрова ширококолійна дільниця (від м. Сигіт сполучає станції Тересва та Ділове Львівської залізниці (Закарпатська область), проте ці дільниці нині майже не використовуються, вкрай рідко для вантажних перевезень (у перспективі планується відновлення пасажирського сполучення).
20-кілометрова дільниця колії 1520 мм є від української станції Рені Одеської залізниці та молдовської Джурджулешти до румунського дунайського порту Галац.